# Игуаба-Гранди
Игуаба-Гранди (порт. Iguaba Grande) — муниципалитет в Бразилии, входит в штат Рио-де-Жанейро. Составная часть мезорегиона Байшадас-Литоранеас. Входит в экономико-статистический микрорегион Лагус. Население составляет 20 177 человек на 2006 год. Занимает площадь 53,601 км². Плотность населения — 376,4 чел./км².
Праздник города — 8 июня.

## История
Город основан 8 июня 1995 года.

## Статистика
- Валовой внутренний продукт на 2003 год составляет 102 260 337,00 реалов (данные: Бразильский институт географии и статистики).
- Валовой внутренний продукт на душу населения на 2003 год составляет 5645,06 реалов (данные: Бразильский институт географии и статистики).
- Индекс развития человеческого потенциала на 2000 год составляет 0,796 (данные: Программа развития ООН).

## География
Климат местности: тропический. В соответствии с классификацией Кёппена, климат относится к категории Aw.